# Anatolij Fomienko
Anatolij Timofiejewicz Fomienko, Анатолий Тимофеевич Фоменко (ur. 13 marca 1945 w Doniecku) – członek Rosyjskiej Akademii Nauk, doktor nauk fizyczno-matematycznych, profesor na Uniwersytecie Moskiewskim. Autor ponad 190 prac naukowych, 25 monografii i 8 podręczników matematycznych, specjalista w dziedzinie geometrii i topologii.

## Życiorys
Od 1991 roku jest członkiem Rosyjskiej Akademii Nauk Stosowanych, od 1993 roku – Akademii Nauk Wyższej Szkoły, od 1994 roku – akademikiem Rosyjskiej Akademii Nauk. Zastępca redaktora czasopisma „Wiestnik MGU”, członek kolegium redaktorów czasopisma „Matiematiczeskij sbornik”, członek Rady Naukowej fakultetu mechaniczno-matematycznego Uniwersytetu Moskiewskiego i rady tejże uczelni, a także rady naukowej Instytutu Stiekłowa w Moskwie, kierownik wydziału matematyki fakultetu mechaniczno-matematycznego Uniwersytetu Moskiewskiego. Sprawował funkcje członka Zarządu Wyższej Komisji Atestacyjnej Rosyjskiej Federacji, był zastępcą akademika sekretarza oddziału matematycznego Rosyjskiej Akademii Nauk.
Znany jest jako twórca teorii nowa chronologia. 
Fomienko jest laureatem nagród:
- Moskiewskiego Towarzystwa Matematycznego (1974),
- za osiągnięcia matematyczne Zarządu Akademii Nauk ZSRR (1987),
- Państwowej Nagrody Federacji Rosyjskiej w dziedzinie matematyki (1996)[1].